# Santiago Ramos
Santiago Ramos Sánchez (Boadilla, Salamanca; 1 de agosto de 1949) es un actor español.

## Trayectoria profesional
Abandonó la carrera de Derecho para dedicarse a la interpretación. Se inició en Madrid en el teatro independiente, en compañías como Tábano y Los Goliardos. Comenzó a trabajar en el cine a partir de 1972, en películas como Al diablo, con amor, Cabo de vara o Tierra de rastrojos. Su consagración cinematográfica se produjo cuando coprotagonizó La vaquilla, en 1985.
Este actor de reconocidas cualidades interpretativas y físicas —debido principalmente a su timbre de voz— ha trabajado con varios de los directores más importantes del cine español como Luis García Berlanga, José Luis Garci, Fernando Trueba o Jaime Chávarri.
En 1980 trabajó en más de quince producciones, tanto para cine como para televisión, destacando Sé infiel y no mires con quién (1985), El año de las luces (1986), Luna de lobos (1987),  El río que nos lleva (1989) o Las cosas del querer, de ese mismo año.
En 1996 protagonizó Como un relámpago, de Miguel Hermoso, en la que daba vida a Rafael, un padre que abandona a su mujer (Assumpta Serna) y a su hijo (Eloy Azorín) y que años después recibe la inesperada visita de este. Por este papel recibió el Premio Goya a la mejor interpretación masculina protagonista.
A partir del premio, Ramos se dedicó más al teatro y la televisión, aunque destacan algunos títulos en cine como Fugitivas (2000), El caballero don Quijote (2002), El Lobo (2004) o Los nombres de Alicia (2005).

### Televisión y teatro
Ha actuado en múltiples series de televisión, entre las cuales destacan Los gozos y las sombras o Cuentopos. También ha realizado diversas producciones como Platos rotos, La mujer de tu vida: La mujer lunática, Lleno, por favor, Ellas son así, de Chus Gutiérrez y Jaime Botella y Aquí no hay quien viva, que hizo aumentar su popularidad.
En teatro, en 1993 y 1994 intervino en los espectáculos Oleanna de David Mamet y Travesía de Fermín Cabal por los que recibió el premio de la crítica teatral de Madrid.

## Vida personal
Casado con Paca Almenara (madre de la actriz María Adánez), ha pasado con ella casi los últimos veinte años. Tiene un hijo, Felipe Ramos, con la actriz Gloria Muñoz.
El 20 de agosto de 2022 anunció que padecía párkinson, enfermedad que lo retiró de los escenarios. Le fue diagnosticada en el año 2015, pero no lo hizo público hasta agosto de 2022.

## Filmografía

#### Largometrajes
| Año  | Título                           | Personaje                     | Dirección                         |
| ---- | -------------------------------- | ----------------------------- | --------------------------------- |
| 2015 | Transeúntes                      | Luis                          | Luis Aller                        |
| 2012 | Once Upon a Fight                | Guardaespaldas                | Enrique Murillo                   |
| 2005 | Los nombres de Alicia            | Julio                         | Pilar Ruiz-Gutiérrez              |
| 2004 | Tiovivo c. 1950                  | Irineo Méndez                 | José Luis Garci                   |
| 2004 | El lobo                          | Pantxo                        | Miguel Courtois                   |
| 2003 | Hotel Danubio                    | Hugo                          | Antonio Giménez Rico              |
| 2002 | El caballero Don Quijote         | Sansón Carrasco, el bachiller | Manuel Gutiérrez Aragón           |
| 2002 | Cuando todo esté en orden        | Ignacio                       | César Martínez Herrada            |
| 2001 | El lado oscuro del corazón 2     | Joaquín                       | Eliseo Subiela                    |
| 2001 | Pata negra                       | Lobo                          | Luis Oliveros                     |
| 2001 | Mi dulce                         | Fermín                        | Jesús Mora                        |
| 2000 | Terca vida                       | Paco                          | Fernando Huertas                  |
| 2000 | Fugitivas                        | Aparcacoches                  | Miguel Hermoso                    |
| 1998 | Mátame mucho                     | Juan                          | José Ángel Bohollo                |
| 1998 | Grandes ocasiones                | Actor                         | Felipe Vega                       |
| 1997 | Memorias del ángel caído         | Francisco                     | David Alonso y Fernando Cámara    |
| 1997 | Gracias por la propina           | Tomás                         | Francesc Bellmunt                 |
| 1996 | Como un relámpago                | Rafael                        | Miguel Hermoso                    |
| 1996 | Tranvía a la Malvarrosa          | Miguel adulto (voz)           | José Luis García Sánchez          |
| 1996 | Gran slalom                      | Antonio                       | Jaime Chávarri                    |
| 1995 | El techo del mundo               | Tomás                         | Felipe Vega                       |
| 1995 | Hotel y domicilio                | Ángel                         | Ernesto Del Río                   |
| 1995 | Cuernos de mujer                 | Vladimiro                     | Enrique Urbizu                    |
| 1995 | El seductor                      | Federico                      | José Luis García Sánchez          |
| 1995 | ¡Oh, cielos!                     | Chirla Escobedo               | Ricardo Franco                    |
| 1995 | Tatiana, la muñeca rusa          | Giacomo                       | Santiago San Miguel               |
| 1995 | Nexo                             | Dueño de bar                  | Jordi Cadena                      |
| 1993 | Tres palabras                    | Nacho                         | Antonio Giménez Rico              |
| 1993 | Ciénaga                          | Ramiro                        | José Ángel Bohollo                |
| 1992 | Orquesta Club Virginia           | El Negro                      | Manuel Iborra                     |
| 1991 | Catorce estaciones               | Félix                         | Antonio Giménez Rico              |
| 1991 | La fuente de la edad             | Benuza                        | Julio Sánchez Valdés              |
| 1989 | El río que nos lleva             | Dámaso                        | Antonio del Real                  |
| 1989 | Las cosas del querer             | Don Servando                  | Jaime Chávarri                    |
| 1989 | Brumal                           | Félix                         | Cristina Andreu                   |
| 1988 | Miss Caribe                      | Max                           | Fernando Colomo                   |
| 1988 | La última cena... del 88         | Santi                         | Javier Gurruchaga y Xavier Manich |
| 1988 | El juego más divertido           | Dionisio                      | Emilio Martínez Lázaro            |
| 1988 | Tu novia está loca               | Juan Vergara                  | Enrique Urbizu                    |
| 1987 | Luna de lobos                    | Ramiro                        | Julio Sánchez Valdés              |
| 1986 | Dragon Rapide                    | Luis Bolín                    | Jaime Camino                      |
| 1986 | El año de las luces              | Pepe                          | Fernando Trueba                   |
| 1986 | La mitad del cielo               | Antonio                       | Manuel Gutiérrez Aragón           |
| 1985 | Sé infiel y no mires con quién   | Paco Barroso                  | Fernando Trueba                   |
| 1985 | Caso cerrado                     | Javier                        | Juan Caño Arecha                  |
| 1985 | La vaquilla                      | Limeño                        | Luis García Berlanga              |
| 1983 | Percusión                        |                               | Josetxo San Mateo                 |
| 1983 | Y del seguro... líbranos, Señor! | Pedro                         | Antonio del Real                  |
| 1982 | Estoy en crisis                  | Estupa                        | Fernando Colomo                   |
| 1982 | Buscando a Perico                | Copo                          | Antonio del Real                  |
| 1981 | La fuga de Segovia               | Funcionario                   | Imanol Uribe                      |
| 1981 | El poderoso influjo de la luna   | Fernando                      | Antonio del Real                  |
| 1981 | ¡Tú estás loco, Briones!         | Dr. Campos                    | Javier Maqua                      |
| 1980 | Tierra de rastrojos              | Campesino                     | Antonio Gonzalo                   |
| 1979 | El corazón del bosque            | Atiano                        | Manuel Gutiérrez Aragón           |
| 1979 | Cabo de vara                     | Botacristo                    | Raúl Artigot                      |
| 1977 | Con uñas y dientes               | Marcos                        | Paulino Viota                     |
| 1973 | Al diablo, con amor              | Hermano de Melquíades         | Gonzalo Suárez                    |

#### Cortometrajes
| Año  | Título                      | Personaje         | Dirección                     |
| ---- | --------------------------- | ----------------- | ----------------------------- |
| 1997 | Igual caen dos              | Cantante de ópera | Alejandro Calvo-Sotelo        |
| 1999 | Es venen records            |                   | Pere Salom                    |
| 1999 | La luz que me ilumina       | Director          | Emilio McGregor y Pape Pérez  |
| 2000 | Zu verkaufen                |                   |                               |
| 2002 | Si tú supieras              |                   | Curro Velázquez               |
| 2002 | 5                           |                   | Daniel Álvarez                |
| 2002 | El encantador de serpientes | Padre             | Martí Moreu                   |
| 2003 | Queda demostrado            | Narrador          | Mariano Catalán y Miguel Olid |
| 2011 | 5ºB Escalera Dcha           | Luis              | María Adánez                  |

#### Doblaje
| Año  | Título              | Personaje | Voz Original    |
| ---- | ------------------- | --------- | --------------- |
| 2004 | El Espantatiburones | Sykes     | Martin Scorsese |

### Televisión
| Año       | Título                                                | Personaje                             | Episodios |
| --------- | ----------------------------------------------------- | ------------------------------------- | --------- |
| 1974-1975 | Cuentopos                                             | Mimo                                  | 15        |
| 1982      | Los gozos y las sombras                               | Juan Aldán                            | 6         |
| 1985      | Platos rotos                                          | Rudy                                  | 2         |
| 1986      | La comedia dramática española                         |                                       | 1         |
| 1990      | Pájaro en una tormenta                                |                                       | 4         |
| 1990      | La mujer de tu vida: La mujer lunática                | Lorenzo Delgado                       |           |
| 1992      | Las chicas de hoy en día                              | Teleoperador teléfono de la esperanza | 1         |
| 1993      | Cuentos de Borges: La otra historia de Rosendo Juárez | Juan Romero                           | 1         |
| 1993-1994 | Lleno, por favor                                      | Manolo                                | 7         |
| 1994      | Truanes                                               | Julio                                 | 1         |
| 1995      | Pepa y Pepe                                           | Julio                                 | 1         |
| 1997      | La banda de Pérez                                     | Esteban                               | 1         |
| 1998      | Periodistas                                           |                                       | 1         |
| 1998      | Café con leche                                        | Ramón Valero                          | 13        |
| 1999      | Ellas son así                                         | Gandarias                             | 13        |
| 2002      | Desenlace                                             | Raúl                                  | 1         |
| 2004-2006 | Aquí no hay quien viva                                | Andrés Guerra                         | 56        |
| 2010      | Pelotas                                               | Villalba                              | 3         |
| 2013      | Familia: Manual de supervivencia                      | Manolo Oquendo                        | 8         |

## Teatro
Su elenco de obras incluye:
- Páncreas, de Patxo Tellería, dirección Juan Carlos Rubio (2015)
- La fiesta de los jueces, adaptación de Ernesto Caballero y basada en El cántaro roto, de Heinrich von Kleist.
- Noviembre, de David Mamet.
- ¡Ay, Carmela!, con Verónica Forqué.
- La muerte de un viajante, de Arthur Miller.
- Don Álvaro o la fuerza del sino, de Ángel Saavedra.
- Travesía, de Fermín Cabal.
- Share 38, con Pepón Nieto.
- La boda de los pequeños burgueses, con el grupo Los Goliardos.
- Métele caña, adaptación de David Trueba y dirigida por Ramos en el Teatro de La Abadía.
- Robinson Crusoe, con el grupo Tábano.
- La ópera del bandido, con el Grupo Tábano.
- Cambio de tercio, con el Grupo Tábano.
- Oleanna, de David Mamet.
- Tú estás loco Briones, de Fermín Cabal.
- Las bragas, de Angel Facio.
- Esta noche, gran velada, de Fermín Cabal.
- La rosa de papel, de Valle-Inclán.
- La prueba, con Cayetana Guillén Cuervo.
- Fedra, de Séneca

## Premios y candidaturas
Premios Anuales de la Academia "Goya"
| Año  | Categoría                                   | Película          | Resultado |
| ---- | ------------------------------------------- | ----------------- | --------- |
| 1996 | Mejor interpretación masculina protagonista | Como un relámpago | Ganador   |

Premios de la Unión de Actores
| Año  | Categoría                      | Película | Resultado |
| ---- | ------------------------------ | -------- | --------- |
| 2004 | Mejor actor de reparto de cine | El Lobo  | Candidato |

Premios Turia
| Año  | Categoría   | Película           | Resultado |
| ---- | ----------- | ------------------ | --------- |
| 1997 | Mejor actor | El techo del mundo | Ganador   |

Festival Internacional de Cine de Comedia de Peñíscola
| Año  | Categoría   | Película          | Resultado |
| ---- | ----------- | ----------------- | --------- |
| 1996 | Mejor actor | Como un relámpago | Ganador   |

Festival de Cine Hispano de Miami
| Año  | Categoría                                  | Película               | Resultado |
| ---- | ------------------------------------------ | ---------------------- | --------- |
| 1999 | Golden Egret ("Garza de Oro"): Mejor actor | Gracias por la propina | Ganador   |

Premios Valle Inclán de Teatro
| Año  | Categoría           | Montaje   | Resultado |
| ---- | ------------------- | --------- | --------- |
| 2009 | Mejor labor teatral | Noviembre | Candidato |

Premios Mayte de Teatro de Cantabria
| Año  | Categoría                    | Montaje   | Resultado |
| ---- | ---------------------------- | --------- | --------- |
| 2009 | Mejor interpretación teatral | Noviembre | Candidato |

Otros reconocimientos
- 1993-94: Premio de la Cartelera Madrileña en los I Premios de la Crítica de Madrid.